# Axel Beyer (Journalist)
Axel Beyer (* 24. November 1950 in Hamburg) ist ein deutscher Journalist, Regisseur, Schauspieler und Autor.

## Leben
Axel Beyer studierte in Hamburg auf Lehramt. Anschließend arbeitete er als Schauspieler und Regisseur an verschiedenen Bühnen, unter anderem am Ernst Deutsch Theater und dem Schauspielhaus Nürnberg. Von 1983 bis 2009 arbeitete er bei verschiedenen Fernsehsendern. Beim SFB, dem WDR und von 1995 bis 2000 beim ZDF (Wetten, dass..?) übernahm er leitende Positionen im Bereich Unterhaltung. Bei der Endemol Deutschland Holding war er Programmdirektor und bei Kirch Media Entertainment Chefproducer. Er gewann den Deutschen Fernsehpreis und den Grimme-Preis in Gold. An der Hochschule Fresenius war er Studiendekan.
Sein erstes Buch trägt den Titel Immer ausschlafen ist auch keine Lösung. In Immer nur aufregen ist auch keine Lösung. Heiter die Widrigkeiten des Alltags überstehen gibt er unter anderem den Tipp, sich nicht über Dinge aufzuregen, die man nicht ändern kann, und sie stattdessen mit Humor zu ertragen, mit dem man dann auch andere anstecken kann.
Beyer lebt in Köln.

## Bibliografie
- Immer ausschlafen ist auch keine Lösung. Aufheiterungen für die dritte Lebenshälfte von A bis Z. Hamburg: Tredition 2020, ISBN 978-3-347-02542-4
- mit Marc Weide: Weltmeister! Kann man davon leben??? Hamburg: Tredition 2020, ISBN 978-3-347-00840-3
- Immer nur aufregen ist auch keine Lösung. Heiter die Widrigkeiten des Alltags überstehen. Hamburg: Rowohlt 2023, ISBN 978-3-499-01198-6